# Le Pas

Le Pas este o comună în departamentul Mayenne, Franța. În 2009 avea o populație de 535 de locuitori.